# Andreas Ivan
Andreas Ionuț Ivan (* 10. Januar 1995 in Pitești, Rumänien) ist ein rumänisch-deutscher Fußballspieler.

## Karriere

### Im Verein
Der in Rumänien geborene Ivan startete als Junior beim Würzburger Stadtteilverein SC Lindleinsmühle, ehe er als Jugendlicher unter anderem in der Jugend beim VfB Stuttgart und dem Karlsruher SC spielte, bis er schließlich zu den Stuttgarter Kickers wechselte. Dort unterschrieb er kurz vor seinem 19. Geburtstag seinen ersten Profivertrag und gab sein Profidebüt am 9. Februar 2014, als er beim 1:0-Sieg gegen die zweite Mannschaft des VfB Stuttgart in der Startelf stand. Im Januar 2016 wechselte er zum Regionalligisten Rot-Weiss Essen, mit dem er im gleichen Jahr durch einen 3:0-Finalsieg gegen den Wuppertaler SV den Niederrheinpokal gewann. In der Winterpause 2016/17 wechselte Ivan zum Ligakonkurrenten Wuppertaler SV. Im Sommer 2017 unterschrieb er einen Einjahresvertrag beim SV Waldhof Mannheim. Sein Vertrag bei den Waldhöfern wurde zur Saison 2018/2019 nicht verlängert.
Ab Ende Juni 2018 war Ivan als Probespieler beim Bundesliga-Absteiger Hamburger SV aktiv. Zu einer Verpflichtung kam es allerdings nicht. Am 20. Juli 2018 wechselte Ivan in die Major League Soccer zu den New York Red Bulls. Bis zum Ende der Saison 2018 kam er 9-mal (einmal von Beginn) in der MLS zum Einsatz. Dabei gewann er mit dem Team den MLS Supporters’ Shield für die beste Mannschaft der regulären Saison. In den Play-offs folgten 2 weitere Einwechslungen. Zudem spielte Ivan 2-mal im Farmteam, den New York Red Bulls II, in der USL Championship, wobei er ein Tor erzielte. In der Saison 2019 folgten 12 MLS-Einsätze (ein Tor) sowie 2 Einsätze in der USL Championship. Im August 2019 wurde er von Red Bull aus seinem Vertrag entlassen („waived“).
Ende Januar 2020 schloss sich Ivan dem VfR Aalen aus der Regionalliga Südwest an. Er unterschrieb einen Vertrag bis zum Ende der Saison 2019/20 mit einer Option auf Verlängerung. Dort kam er zu zwei Einsätzen, bevor die Spielzeit wegen der COVID-19-Pandemie bereits Anfang März unterbrochen und später abgebrochen wurde. Sein Vertrag wurde in der Sommerpause vereinsseitig nicht verlängert, stattdessen schloss er sich Ende August 2020 dem Ligakonkurrenten SG Sonnenhof Großaspach an, bei dem er einen Zweijahresvertrag unterzeichnete. Ende August 2021 löste er seinen Vertrag bei Großaspach auf und schloss sich wenig später dem in der Regionalliga West spielenden Klub Rot Weiss Ahlen an, für den ihm in der folgenden Saison in 28 Ligaspielen zehn Tore und acht weitere Torvorlagen gelangen.
Zur Saison 2022/23 wechselte Ivan innerhalb der Regionalliga West zur zweiten Mannschaft des FC Schalke 04. Bis zur Winterpause kam er auf 16 Regionalligaeinsätze, in denen er 5 Tore erzielte. Die Wintervorbereitung durfte er unter Thomas Reis mit der Profimannschaft absolvieren, die sich in der Bundesliga auf dem letzten Platz im Abstiegskampf befand. Nachdem Ivan beim ersten Bundesligaspiel nach der Winterpause ohne Einsatz auf der Bank gesessen hatte, debütierte er in der folgenden Begegnung im Alter von 28 Jahren in der höchsten deutschen Spielklasse, als er bei einer 1:6-Niederlage gegen RB Leipzig zur zweiten Halbzeit eingewechselt wurde. Ivan saß eine Woche später nochmals ohne Einsatz auf der Bank. Anschließend fiel er verletzt lange Zeit bis Oktober 2023 für den Rest der Saison und den Beginn der anschließenden Spielzeit aus und wurde anschließend nicht mehr in der Profimannschaft berücksichtigt. Für die zweite Mannschaft bestritt er 16 Regionalligaspiele (5 Tore). In der anschließenden Spielzeit 2023/24 spielte er ausschließlich für die zweite Mannschaft, wobei er verletzungsbedingt jedoch nur auf 14 Einsätze kam, ehe er den Verein am Saisonende verließ.
Am 11. September 2024 verpflichtete ihn dann Eintracht Trier aus der Regionalliga Südwest.

### Nationalmannschaft
Ivan absolvierte als Jugendlicher Länderspiele im Juniorenbereich für Rumänien sowie Deutschland. Sein einziges Länderspiel für den DFB absolvierte er am 5. März 2014, als er beim 1:1 der U19-Nationalmannschaft gegen Italien eingewechselt wurde. Im Oktober 2015 und März 2016 absolvierte er im Rahmen der Qualifikation zur U21-Europameisterschaft 2017 je ein Spiel für die rumänische U21-Nationalmannschaft. Diese verpasste allerdings den Einzug in die Endrunde.

## Erfolge
- Niederrheinpokalsieger 2016 mit Rot-Weiss Essen
- MLS Supporters’ Shield 2018 mit New York Red Bulls